# King (film)
Pour les articles homonymes, voir King.
King est un film tamoul, une comédie dramatique réalisée par Prabhu Solomon, sortie en 2002.

## Synopsis
Rajah (Vikram) est un jeune indien habitant à Hong Kong avec son père (Nasser), intéressé par les tours de magie.
Lors d'un accident de voiture, son père tombe malade, il ne lui reste plus que 60 jours à vivre, seul Rajah le sait avec le médecin de famille. Il décide de le ramener en Inde afin de le rendre heureux avec sa famille.

## Distribution
- Vikram
- Sneha
- Vdivelu
- Nasser